# Pyrrhogyra amphiro
Espèce
 Pyrrhogyra amphiro  est une espèce de lépidoptères (papillons) de la famille des Nymphalidae, sous-famille des Biblidinae, de la tribu des Biblidini et du genre Pyrrhogyra.

## Dénomination
Pyrrhogyra amphiro a été décrit par l'entomologiste anglais Henry Walter Bates en 1865.

### Noms vernaculaires
Pyrrhogyra  amphiro se nomme Amphiro Redring en anglais.

## Taxinomie
Sous-espèces
- Pyrrhogyra amphiro amphiro[3]; présent au Brésil.
- Pyrrhogyra amphiro agilis Brévignon, 1995; présent en Guyane.
- Pyrrhogyra amphiro juani Staudinger, 1886; présent en Colombie.

Synonymie pour cette sous-espèce
Pyrrhogyra neaerea f. daguana (Bargmann, 1929)
- Pyrrhogyra amphiro typhoeus (C. & R. Felder, 1867)[4]; présent en Colombie.

## Description
Pyrrhogyra  amphiro est un papillon d'une envergure d'environ 50 mm aux ailes antérieures à bord externe concave et aux ailes postérieures à bord externe dentelé. Le dessus est de couleur marron avec aux ailes antérieures deux flaques blanches dans l'aire discale, une contre le bord costal, l'autre contre le bord interne et aux ailes postérieures une grande flaque blanche et un point rouge à l'angle anal. 
Le revers est blanc au bord externe bordé de marron avec une ligne rouge au bord costal se continuant en submarginal sur une partie aux ailes antérieures, jusqu'à l'angle anal aux ailes postérieures.

## Biologie
Sa biologie est mal connue.

## Écologie et distribution
Pyrrhogyra  amphiro est présent au Pérou, au Paraguay, au Brésil, en Colombie et en Guyane,.

### Biotope
Pyrrhogyra  amphiro réside dans la forêt primaire.

### Protection
Pas de statut de protection particulier.